# Caupolicana evansi
Caupolicana evansi is een vliesvleugelig insect uit de familie Colletidae. De wetenschappelijke naam van de soort is voor het eerst geldig gepubliceerd in 2004 door Vergara & Michener.